# Boeing 717

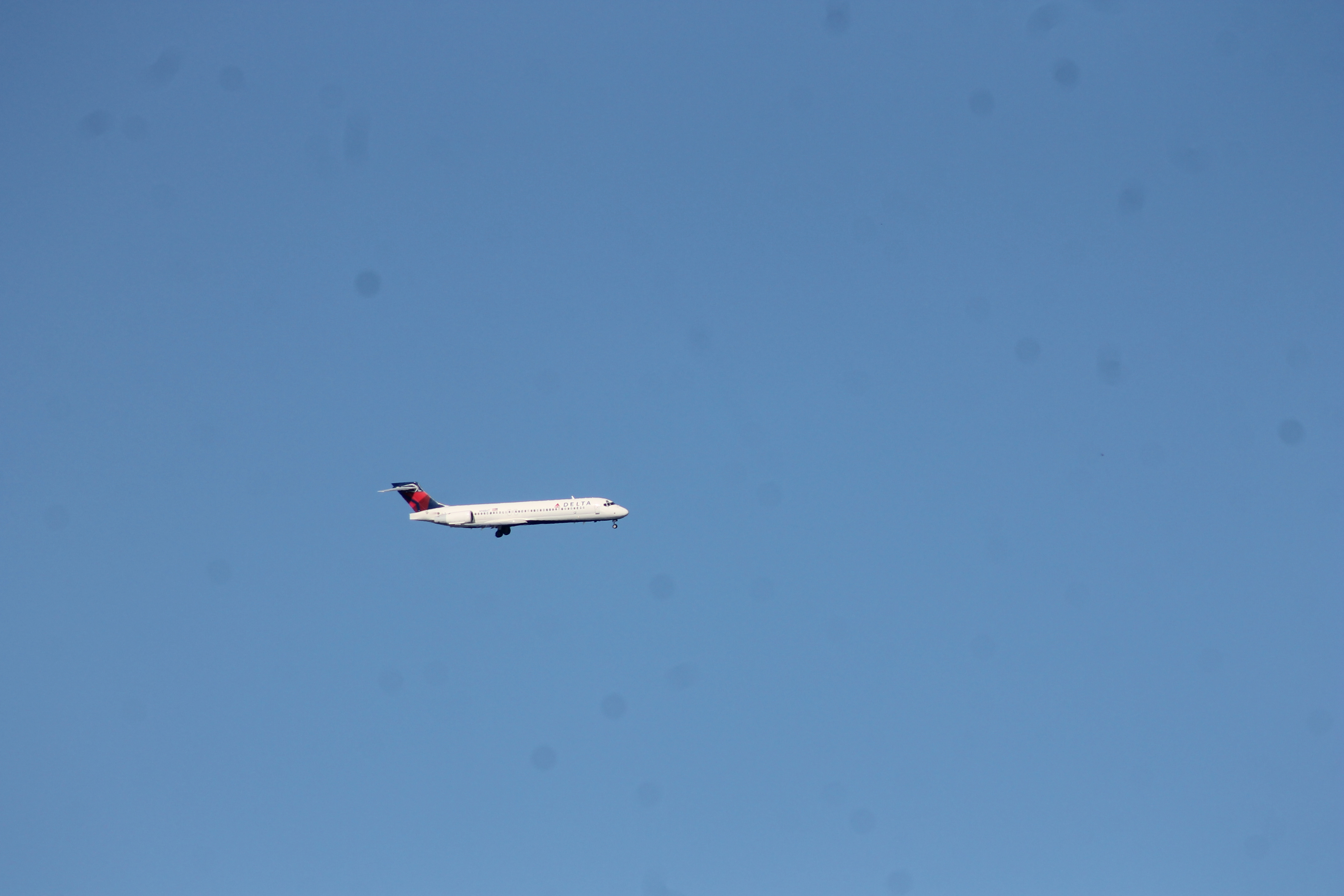
Delta Airlines Boeing 717-200

Boeing 717 là máy bay phản lực hai động cơ, một lối đi được phát triển cho thị trường 100 chỗ ngồi. Đây là tàu bay ban đầu được thiết kế và được bán bởi McDonnell Douglas dưới tên gọi MD-95, được cải tiến từ dòng DC-9. Máy bay có thể chở được tới 134 hành khách. Boeing 717 có tầm bay là 2.060 hải lý (3.815 km). Nó được trang bị hai chiếc động cơ phản lực Rolls-Royce BR715 được gắn ở phía sau của thân máy bay.
Đơn hàng đầu tiên được đặt với McDonnell Douglas vào năm 1995 bởi AirTran Airways. Với sự sáp nhập giữa Boeing và McDonnell Douglas vào năm 1997 trước khi sản xuất, máy bay được đưa vào hoạt động dưới tên Boeing 717. Việc sản xuất 717 được ngừng vào tháng 5 năm 2006 với tổng cộng 156 chiếc được sản xuất ra. Đến 2022, có khoảng 84 chiếc đang hoạt động.

## Sự phát triển

### Tiểu sử
Douglas Aircraft ra mắt dòng DC-9 vào năm 1963, là máy bay tầm ngắn đi kèm với máy báy to hơn với bốn động cơ là DC-8. Thiết kế của DC-9 là thiết kề hoàn toàn mới, sử dụng hai động cơ phản lực cánh quạt Pratt & Whitney JT8D gắn trên thân sau; một cánh nhỏ, hiệu quả; và một cái đuôi chữ T. Nó thực hiện chuyến bay đầu tiên vào năm 1965 và đi vào hoạt động sau đó không lâu. Có tổng cộng 976 chiếc được sản xuất sau khi ngừng sản xuất vào năm 1982.
Đến năm 1980, thế hệ thứ hai của DC-9, McDonnel Douglas MD-80 đi vào hoạt động. Nó là phiên bản kéo dài của DC-9-50 với trọng lượng cất cánh tối đa (MTOW) và dung tích bình xăng cao hơn, cũng như là động cơ thế hệ tiếp theo Pratt & Whitney JT8D-200 và cánh được cải thiện. Có tổng cộng 1.191 chiếc được sản xuất từ 1980 đến 1999.
MD-90 là phiên bản cải tiến từ MD-80 với cải tiến đáng kể nhất là buồng lái màn hình hiển thị và động cơ mới IAE V2525-D5 mạnh hơn, tiết kiệm hơn, yên tĩnh hơn, ngoài ra còn có thể tùy chọn nâng cấp lên IAE V2528

### MD-95
MD-95 theo lịch sử của nó từ năm 1983 khi McDonnell Douglas phác thảo một nghiên cứu đặt tên là DC-9-90 . Trong đầu những năm 1980, khi việc sản xuất dòng DC-9 chuyển từ Series 30 nhỏ hơn sang các biến thể Super 80 lớn hơn (sau này được đổi tên thành MD-80), McDonnell Douglas đã đề xuất một phiên bản nhỏ hơn của DC-9 để lấp đầy khoảng trống còn lại. bởi DC-9-30. Được đặt tên là DC-9-90, nó được tiết lộ vào tháng 2 năm 1983 và ngắn hơn khoảng 25 ft 4 in (7,72 m) so với DC-9-81, có chiều dài tổng thể là 122 ft 6 in (37,34 m). Máy bay được đề xuất với phiên bản lực đẩy 17.000 lbf (76 kN) của động cơ dòng JT8D-200 , mặc dù CFM International CFM56-3cũng đã được xem xét. Với sức chứa 117 hành khách, DC-9-90 được trang bị cánh của DC-9 với phần đầu mở rộng 2 ft (0,61 m), thay vì diện tích tăng lên được sửa đổi nhiều hơn của MD-80. Máy bay có tầm bay thiết kế là 1.430 nmi (2.648 km), với tùy chọn nâng lên 2.060 nmi (3.815 km) và trọng lượng cả bì là 112.000 lb (51.000 kg).
DC-9-90 được thiết kế để đáp ứng nhu cầu của ngành hàng không Mỹ mới được bãi bỏ quy định. Tuy nhiên, sự phát triển của nó đã bị trì hoãn bởi cuộc suy thoái vào đầu những năm 1980. Khi McDonnell Douglas phát triển một phiên bản nhỏ hơn của MD-80, nó chỉ đơn giản là thu nhỏ máy bay để tạo ra MD-87, thay vì cung cấp một máy bay có lực đẩy thấp hơn, nhẹ hơn so với DC-9-30. Với MTOW tương đối cao và động cơ mạnh mẽ, MD-87 về cơ bản đã trở thành một máy bay đặc nhiệm và không thể cạnh tranh với các loại máy bay 100 chỗ ngồi hoàn toàn mới sau đó đang được phát triển. Mặc dù là một máy bay xuất sắc cho các vai trò chuyên biệt, MD-87 thường không được bán riêng. Dựa trên yếu tố phổ biến của nó, doanh số bán hàng nói chung bị giới hạn cho các nhà khai thác MD-80 hiện có.
Năm 1991, McDonnell Douglas tiết lộ rằng họ đang xem xét phát triển một phiên bản 100 chỗ ngồi chuyên dụng của MD-80, ban đầu được đặt tên là MD-87-105 (105 chỗ). Nó ngắn hơn MD-87 khoảng 8 ft (2,4 m), được trang bị động cơ ở cấp lực đẩy 16.000–17.000 lbf (71–76 kN). McDonnell Douglas, Pratt & Whitney, và Cơ quan Xuất nhập khẩu Công nghệ Hàng không Quốc gia Trung Quốc đã ký một biên bản ghi nhớ để phát triển phiên bản 105 chỗ ngồi của MD-80. Tại Paris Airshow năm 1991, McDonnell Douglas đã công bố việc phát triển một chiếc máy bay 105 chỗ ngồi, được chỉ định là MD-95. Tên mới đã được chọn để phản ánh việc giao hàng trong năm dự kiến sẽ bắt đầu. McDonnell Douglas lần đầu tiên chào bán MD-95 vào năm 1994.
Vào đầu năm 1994, MD-95 tái xuất hiện tương tự như DC-9-30, trọng lượng, kích thước và dung tích nhiên liệu được chỉ định của nó gần như giống hệt nhau. Những thay đổi lớn bao gồm thân máy bay "thu nhỏ" trở lại chiều dài 119 ft 4 in (36,37 m) (giống như DC-9-30) và chuyển ngược về sải cánh ban đầu của DC-9 là 93 ft 5 in (28,47 m). Vào thời điểm này, McDonnell Douglas nói rằng họ kỳ vọng MD-95 sẽ trở thành một dòng máy bay với khả năng tăng tầm bay và sức chứa chỗ ngồi. MD-95 được phát triển để đáp ứng nhu cầu của thị trường nhằm thay thế những chiếc DC-9 đời đầu, sau đó đã gần 30 năm tuổi. MD-95 là một cuộc đại tu hoàn toàn, quay trở lại thiết kế DC-9-30 ban đầu và áp dụng động cơ mới, buồng lái và các hệ thống khác hiện đại hơn.